# Theridion proximum
Theridion proximum är en spindelart som beskrevs av Lawrence 1964. Theridion proximum ingår i släktet Theridion och familjen klotspindlar. Inga underarter finns listade i Catalogue of Life.